# 鶴川団地
鶴川団地（つるかわだんち）は、東京都町田市鶴川にある住宅団地。日本住宅公団（現在の都市再生機構）が主体となり、1960年代に開発された。

## 概要
首都圏における人口増加を受けて建設された、一般賃貸・普通分譲型の公団住宅である。多数の住宅団地を有する町田市において、最初に開発された住宅団地でもある。総戸数は店舗付を含む一般賃貸型が1,682戸、普通分譲型が1,300戸であり、全て5階建ての住棟で形成されている。

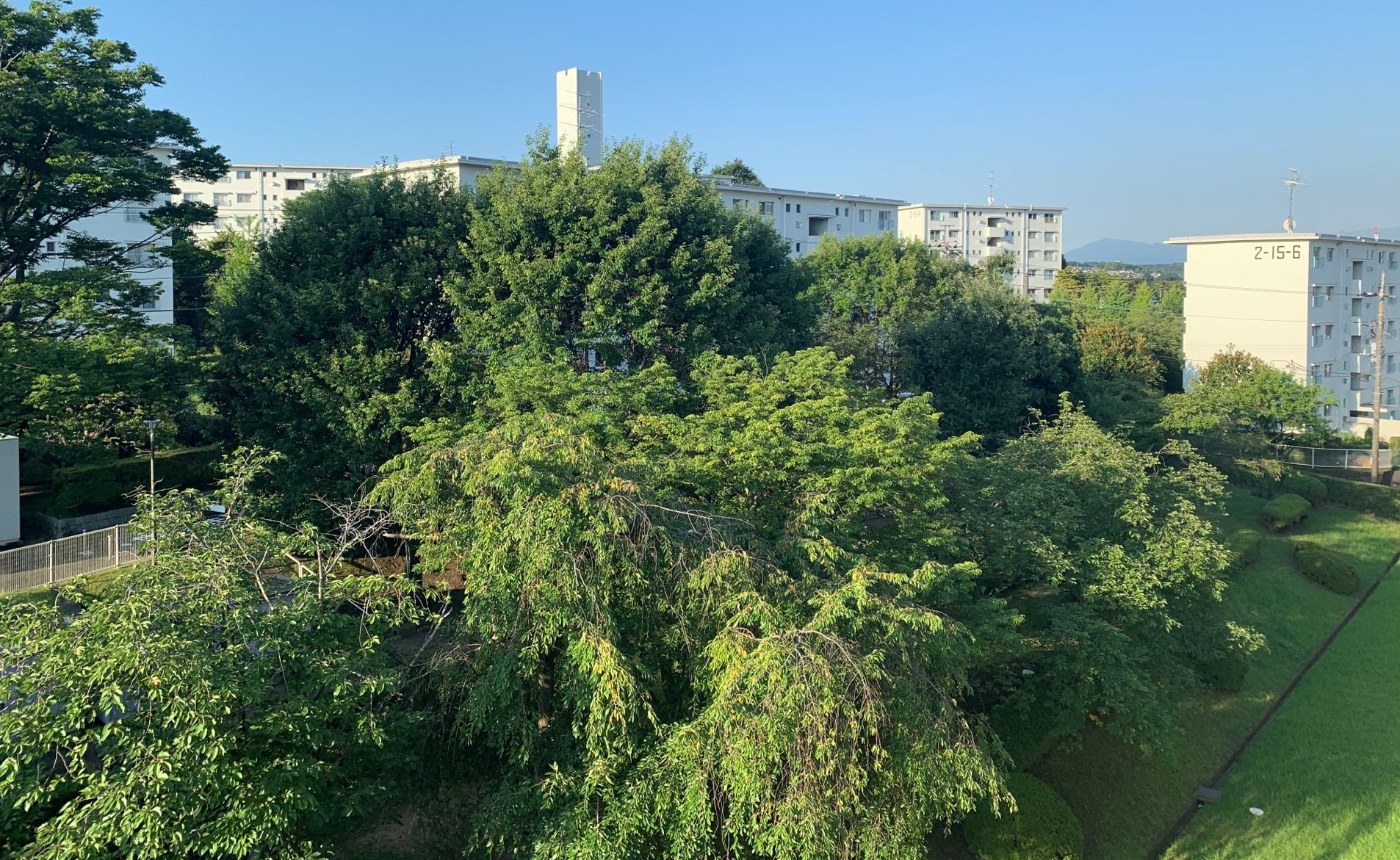
多摩丘陵の起伏を生かした住棟配置（鶴川二丁目住宅）

「多摩丘陵の起伏を生かし、都市的機能を持たせた住みよい団地作り」をキャッチフレーズに、町田市内に多くある谷戸と台地が繰り返される土地を造成して造られた。そのため、団地内には急坂、階段及び崖が非常に多くなっている。特に普通分譲型である鶴川二丁目住宅は、最小限の整地で建設したことから、整列していない棟が多く、変化に富んだ配置になっている。

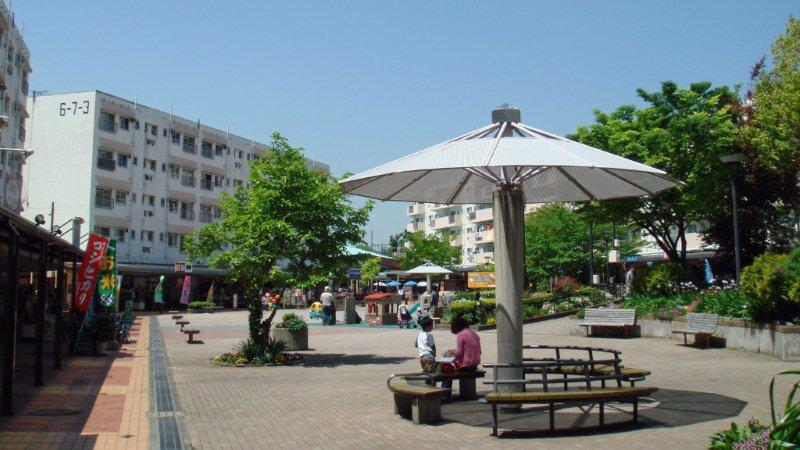
中心となる鶴川団地センター商店街

造成地のほぼ中央部に店舗付住棟（1階が店舗付、2階以上が住宅専用）が平行四辺形状に4棟並び、住棟間の広場を取り囲むように鶴川団地センター商店街が形成されている。この商店街を中心として、概ね南から北東方向に普通分譲型である鶴川六丁目住宅（8街区・9街区）及び鶴川二丁目住宅が、北西方向に一般賃貸型である都市再生機構鶴川団地が広がっている。

## 歴史

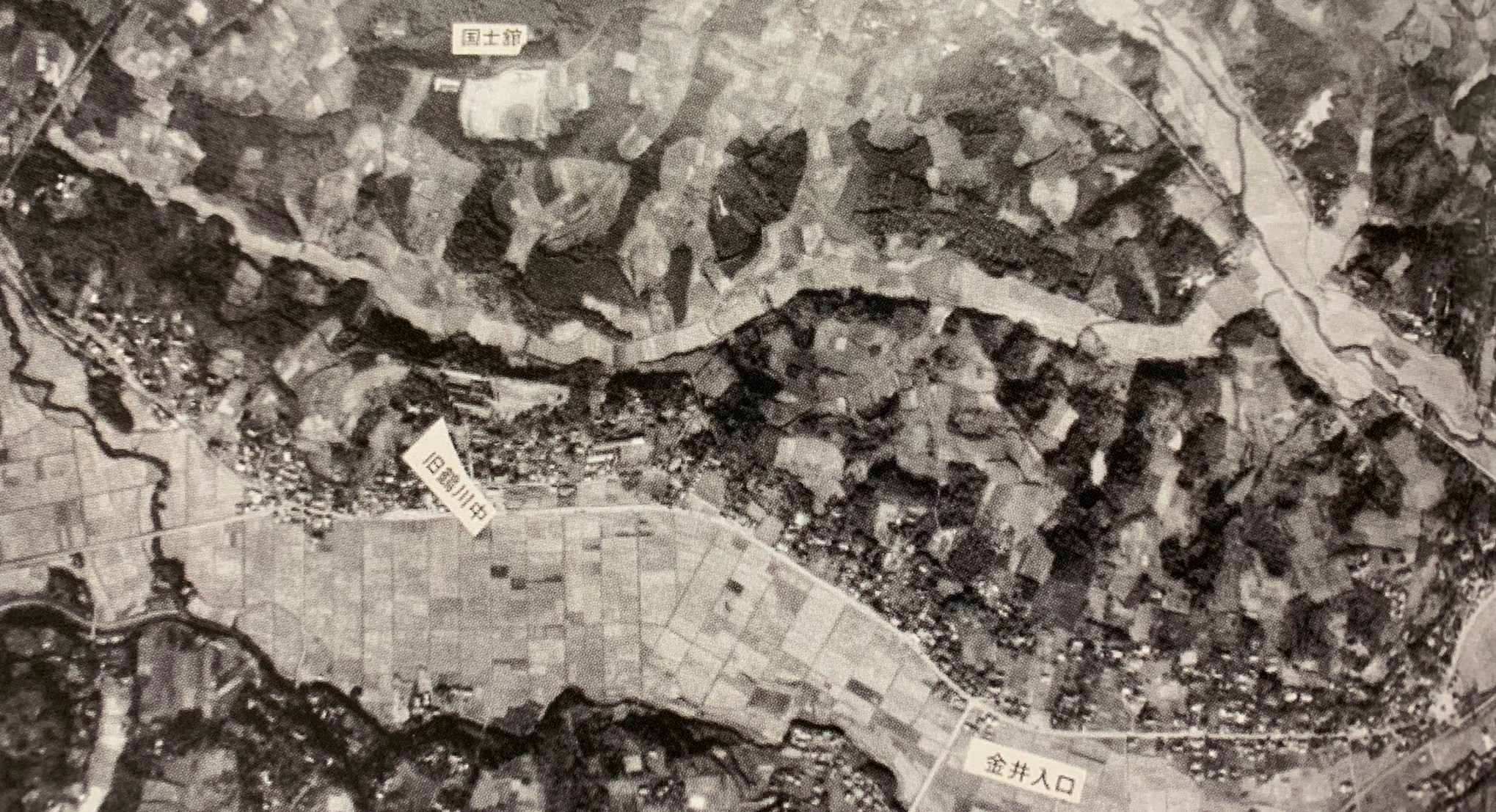
鶴川団地建設直前の旧鶴川村域

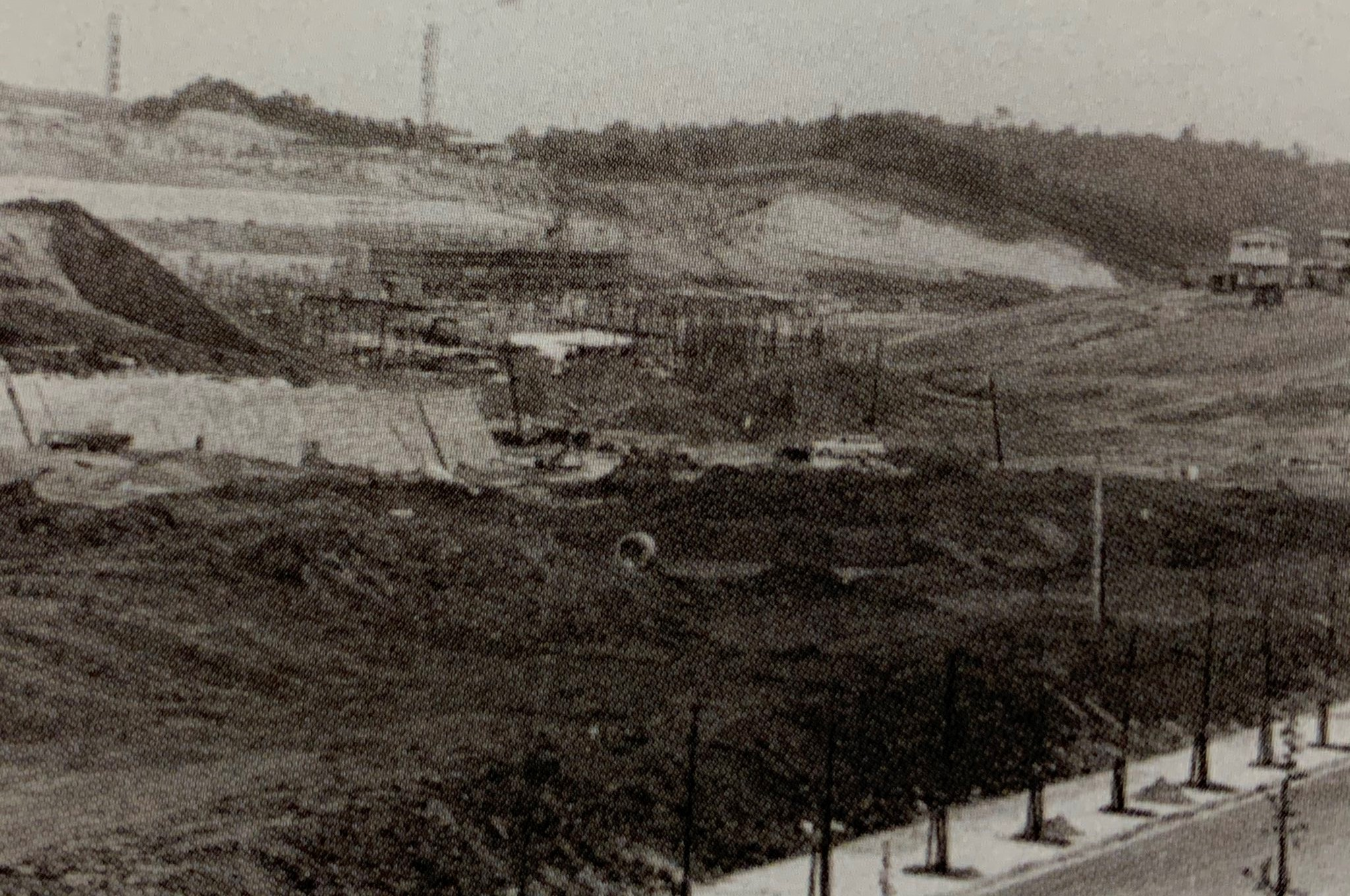
建設中の鶴川団地センター商店街

町田市は1958（昭和33）年に町田町、鶴川村、忠生村、堺村の4町村が合併して誕生したが、町田町以外の3か村が当該合併にあたり示した条件の一つに「村域の都市計画区域への編入」があった。そのため、合併後の町田市では「鶴川、忠生、堺の広域な開発による清澄な空気と閑雅な環境を持つ住宅都市の建設」をビジョンとして掲げ、具体的には都市計画のなかで公団住宅を誘致し、区画整理を行い、住宅の建設とあわせ地域の開発を行うことが考えられた。
1959（昭和34）年11月には町田市市議会が、日本住宅公団に対して大型団地造成の要望を求める決議を行った。この決議案は全会一致で可決され、翌年12月には促進要望書が町田市から住宅公団に提出された。これを受けて住宅公団は1963（昭和38）年から5カ年計画となる鶴川地区開発を行うことを決定し、住宅公団に合わせる形で町田市も鶴川土地区画整理事業を計画、同年3月に建設省の認可を受けるに至った。ここに鶴川団地の建設が決まり、翌1964（昭和39）年より造成が開始された。
これらの事業は、能ヶ谷、大蔵、広袴、真光寺の4地区、およそ35万坪にまたがる広大なもので、計画人口は2万1千人であった。同事業は総工費19億円をもって1967（昭和42）年に完了し、同年12月には住宅公団南多摩営業所により一般賃貸型（現在の都市再生機構鶴川団地）1,682戸の募集及び入居が開始され、翌1968（昭和43）年5月からは普通分譲型1,300戸の販売も開始（鶴川六丁目住宅が780戸、鶴川二丁目住宅が520戸）された。
1970年前後には、急激な人口の増加にインフラが追い付かない状況も生まれ、地域住民の結束により深夜バスの運行交渉（後述）や店舗を持たない生活協同組合の結成など日本初の取り組みも行われた。
なお、町田市域では鶴川団地に続いて藤の台団地や町田山崎団地など複数の団地建設が行われたが、それらは全て住宅公団及び東京都住宅供給公社の自主買収によって造成されており、市が誘致したのは当団地のみとなっている。この鶴川団地の出現が、町田市を「団地都市」へと変貌させる契機となった。

## 現在とこれから
入居開始から既に半世紀以上が経過した2020（令和2）年1月現在、少子高齢化による家庭構成員（いわゆる家族）の減少など社会情勢の変化に加え、原設計が古い住戸が現在の住宅ニーズに合致しないことによる空室率向上などを理由として、団地内の総人口は計画人口の3割ほどとなる約7千人まで落ち込んでいる。子供の転居や家族との死別などによる独居老人も多く、このまま対策を行わない限り今後も減少傾向が続くと見込まれる。

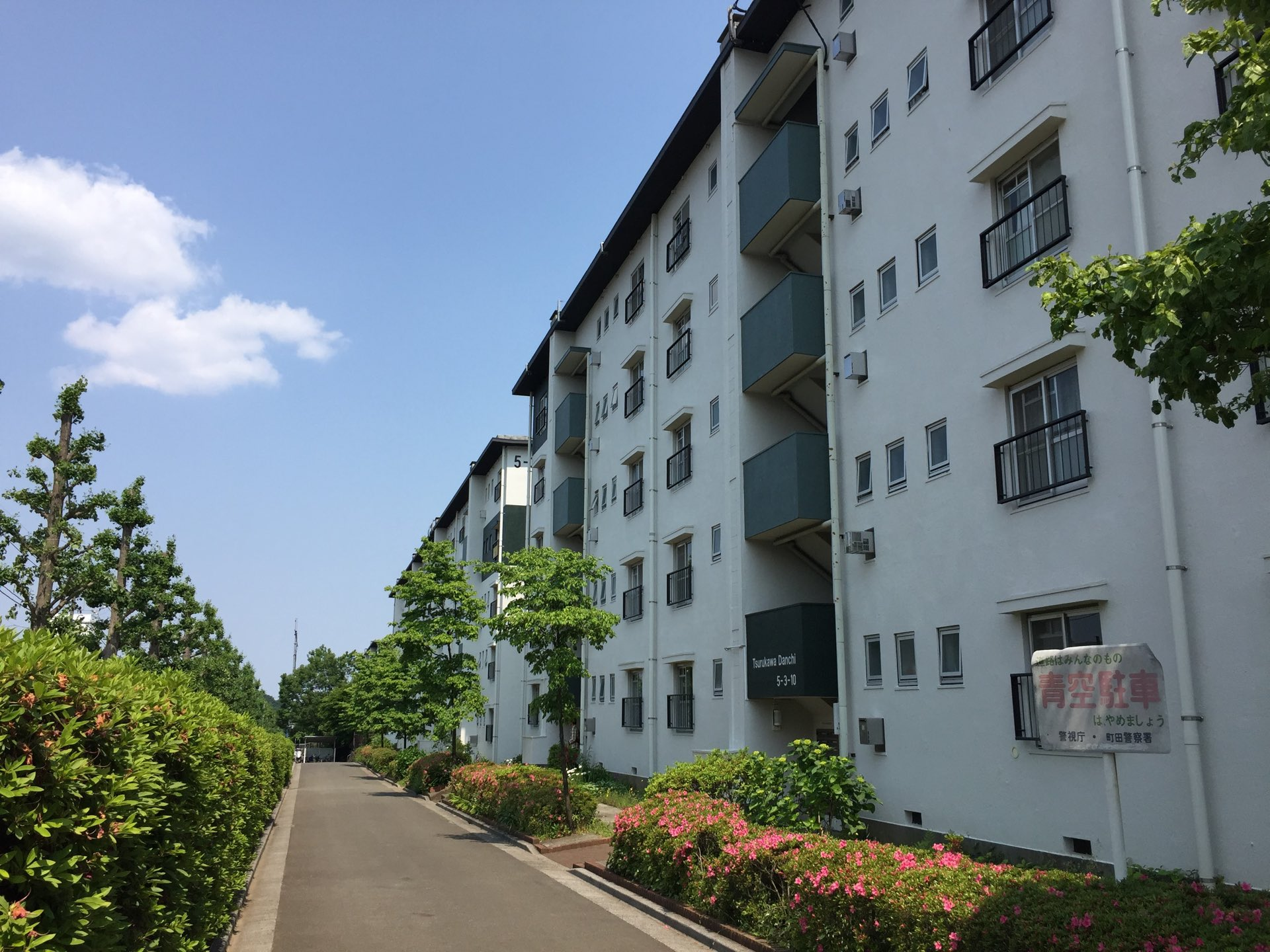
都市再生機構によってリノベーションされた住棟

そのため、町田市では2013（平成25）年4月から3カ年にわたり、鶴川団地及び周辺地区の再生に向けて、鶴川団地居住者、周辺住民、都市再生機構、商店会の代表者による「町田市鶴川団地の団地再生に向けた地域検討会」を設置し、団地再生の課題及び方針並びに活性化に向けた取組の検討を行った。
この検討結果を受け、2016（平成28）年3月には「子育て支援」「魅力づくり」「高齢者支援」を柱とする「町田市鶴川団地と周辺地区再生方針」が策定され、当団地の活性化が図られることとなった。本方針ではハード・ソフト両面での様々な対策が行われることになっており、ハード面では都市再生機構による一般賃貸住棟の改修（ボックス住棟へのエレベーター設置など）や、鶴川団地センター商店街（都市再生機構鶴川団地6-7街区）の建て替え検討などが、ソフト面では子育て世帯向けの家賃低減策の実施や、近隣の国士舘大学や和光大学との連携による生涯学習講座の団地内開催、自治会による高齢者向け見守りサービスの実施などが挙げられている。
2019年10月28日には、高齢者を対象に社会福祉法人を事業者とした団地内をグリーンスローモビリティで運行する自家用有償旅客運送(福祉有償運送)事業が始まった

## 団地構成
一般賃貸型及び店舗付型の都市再生機構鶴川団地、普通分譲型の鶴川二丁目住宅及び鶴川六丁目住宅で構成される。住棟は店舗付型を含め全棟5階建てで、総戸数は一般賃貸型1,682戸、普通分譲型1,300戸である。

### 住所
都市再生機構が管理する一般賃貸型（都市再生機構鶴川団地）は町田市鶴川5丁目に所在し、店舗付住棟が同鶴川6丁目に所在する。普通分譲型は同鶴川6丁目（鶴川六丁目住宅）及び鶴川2丁目（鶴川二丁目住宅）に所在する。
なお、入居開始当時の町名は全て町田市大蔵町であった。住所整理事業（町名地番整理）により1968（昭和43）年8月1日付で換地処分がなされ、現在の町名となった。

### 都市再生機構鶴川団地

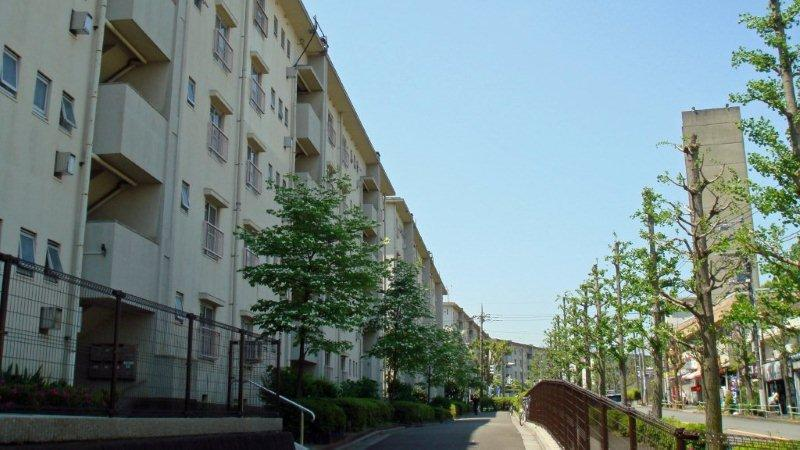
都市再生機構鶴川団地（5-4街区）

一般賃貸型及び店舗付型。住宅（専有）面積は39.95平米～51.04平米。店舗付を合わせ全1,682戸。1967（昭和42）年入居開始（第1次募集実施）。入居開始当時の一般賃貸型の家賃は月額12,000円～14,000円、共益費月額850円。
鶴川団地センター商店街を含み、鶴川団地の中央部から北西部にかけて立地する。
- 5-1街区
  - 1-17号棟
    - 7～9・11・12号棟はボックス住棟
- 5-2街区
  - 1-7号棟
- 5-3街区
  - 1-10号棟
- 5-4街区
  - 1-15号棟
    - 4・5・7・8号棟はボックス住棟
    - 鶴川団地で最も早く入居が始まった街区である。
- 5-6街区
  - 1-6号棟
    - 5号棟はボックス住棟。3・4号棟もボックス住棟だったが、団地再生事業に伴って2023年に解体されて現存せず、跡地はイベント広場「鶴川なかにわBASE」として暫定利用されている。
- 6-7街区
  - 1-4号棟
    - 全て店舗付住棟

便宜上街区表示を用いたが、一般賃貸型の正式な号棟呼称は「5-1-1」というように、都市再生機構及びその前身団体では一貫して街区による区分は行なっていない。

#### 鶴川団地センター商店街
店舗付住棟のみで構成されている6-7街区には、各住棟の1階部分に26区画の店舗スペースが設けられており、鶴川団地センター商店街が形成されている。このうちスーパーマーケット区画（スーパーヤマザキ→ビッグ・エー）、鶴川団地内郵便局、町田市立鶴川図書館が使用している3区画を除いた23区画の入居者により、商店会たる「鶴川団地センター名店会」が運営されている。
同商店会は空き店舗が生まれると自ら募集をかけるという独特の自治運営を行っており、店舗付住棟の1階部分に入居するためには、商店会の推薦を得た上で都市再生機構へ申し込む必要がある。このほか、商店会自らアーケードやコインパーキングを設置したり、機構の反対を抑えて桜の植樹を行うなど、機構に頼らない商店街として知られている。この自治運営は上手く機能しており、結果として鶴川団地センター商店街には入居開始以来空き店舗が殆ど存在しなかったが、2023年度以降はセンター街区の全棟建て替え計画に伴い、段階的にテナントの退去が進められている。

### 鶴川六丁目住宅
普通分譲型。全780戸。住宅（専有）面積は47.99平米～60.03平米。1968（昭和43）年分譲開始。
鶴川団地の北東部に立地する。地区中央を南北に縦断する道路を挟んで西側が8街区、東側が9街区となる。
- 8街区
  - 1-18号棟
    - 11・13・16～19号棟はボックス住棟
- 9街区
  - 1-12号棟
    - 8～10号棟はボックス住棟

### 鶴川二丁目住宅

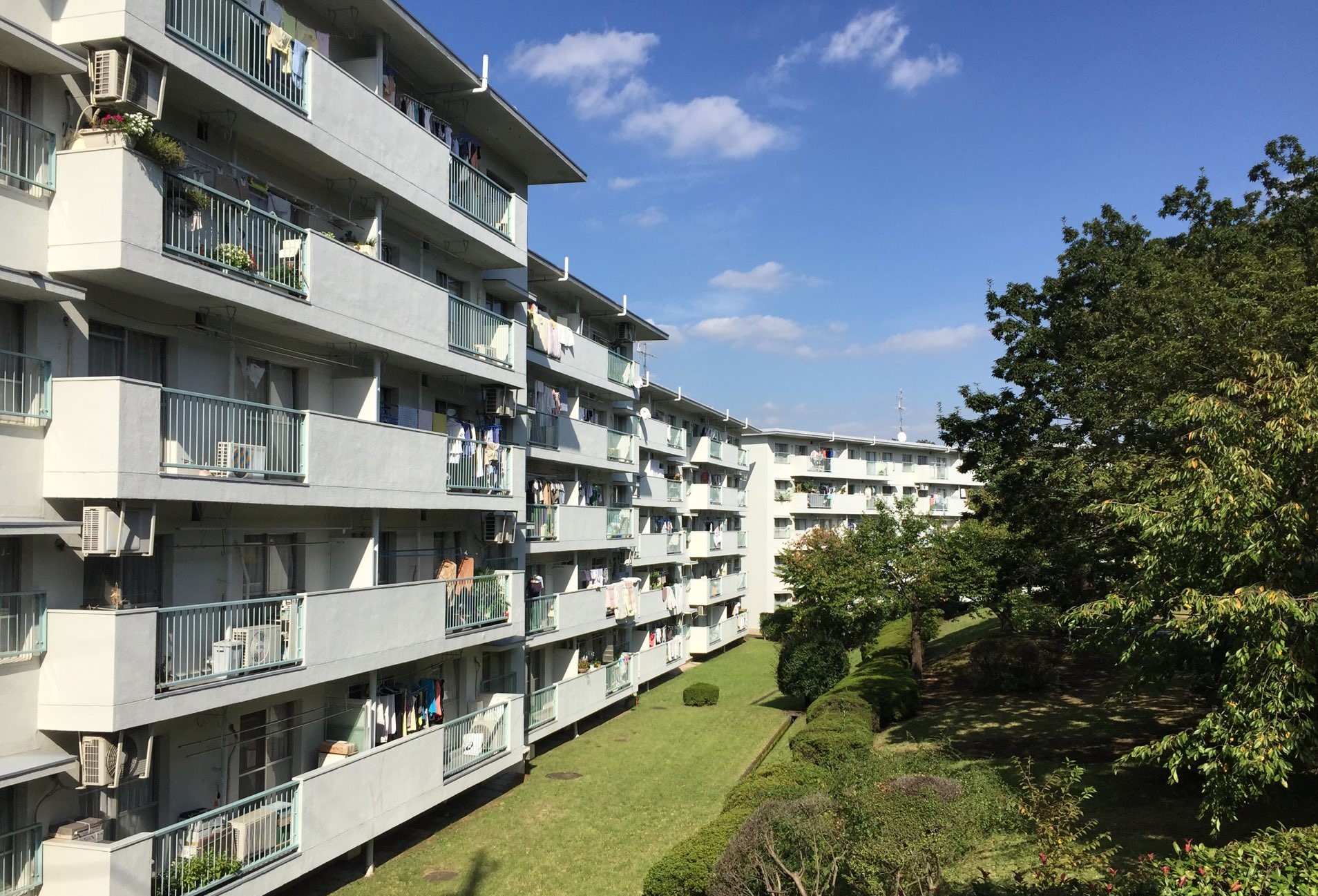
鶴川二丁目住宅（15街区）

普通分譲型。全520戸。住宅（専有）面積は48.05平米～78.92平米。1969（昭和44）年分譲開始。
鶴川団地の南東部に立地する。鶴川いちょう通りの南側が11街区、北側が15街区となる。鶴川団地で最も鶴川駅に近い住宅群となる。
- 11街区
  - 1-11号棟
- 15街区
  - 1-12号棟

## 事件・事故

### 自主運行バス事件

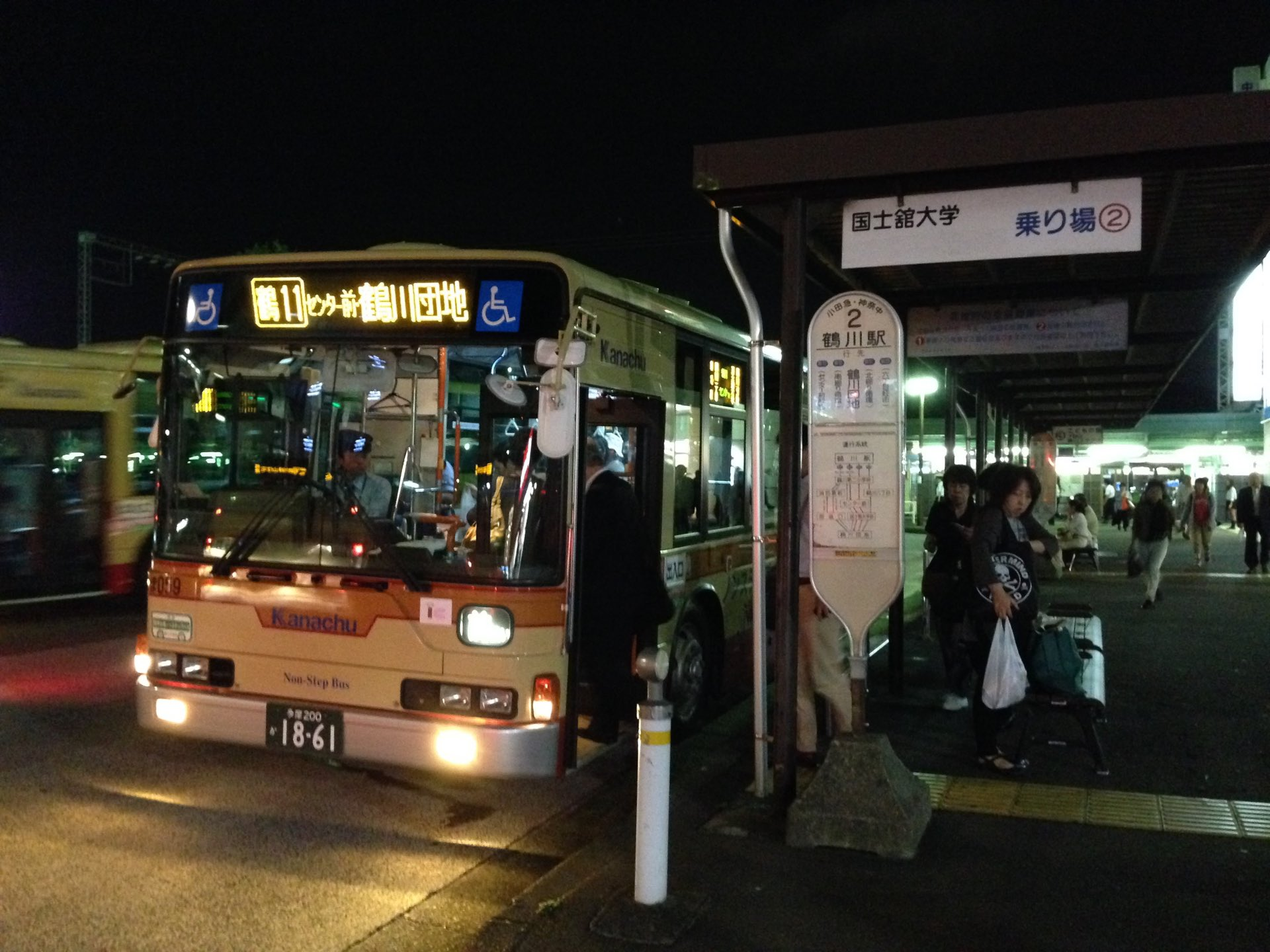
「値上げバス」としてボイコットされた神奈川中央交通鶴川団地線

1970（昭和45）年7月、鶴川団地と鶴川駅を結ぶバス路線を持つ神奈川中央交通が自社線内では初となる深夜バスの運行を開始したが、普通運賃の3倍という高額な運賃に加え、定期券の併用も不可という条件に「鶴川団地東地区自治会」（鶴川六丁目住宅における当時の自治会、現在の鶴川6丁目団地自治会）が反発し、有志による自家用車での無料送迎を行い深夜バスのボイコットを呼びかける事件があった。
さらに1971（昭和46）年1月からは、同月運輸省が神奈川中央交通に対し賃上げ率50％の新運賃を認可したことに抗議するとして、東地区自治会を母体に生まれた「鶴川値上げバス反対の会」の会員らにより、リースを受けたマイクロバスを用いて団地と駅を結ぶ会員制の「自主運行バス」が毎日ほぼ終日にわたり運行されるという事態に発展した。
この動きに対して運輸省東京陸運局は、道路運送法違反として「反対の会」を東京地方検察庁に告発する構えを見せつつ、神奈川中央交通側にも深夜バスの運賃を見直すよう打診を行った。その後、神奈川中央交通より深夜バスは運賃2倍かつ定期券所持者は差額負担にするという方針が示され、これを「反対の会」が受け入れたことで、「自主運行バス」の運行はとりやめとなった。
なお、交通ジャーナリストの鈴木文彦はこの深夜バスを「日本初の深夜バス」と提唱したが、1952年には大阪・京都で深夜バスが運行されており、これは誤りである（詳しくは日本の深夜バスを参照）。

### バルコニー落下事故
1972（昭和47）年6月、鶴川六丁目住宅でバルコニーが落下する事故が発生した。日本住宅公団が点検したところ780戸中100戸近くのバルコニーに亀裂等が発見されて問題となった。住宅公団は危険な箇所に鉄パイプを当てて急場をしのいだが、以後、半年近く放置状態となったため、同年12月5日には「鶴川団地東地区自治会」が貸切バスを借り上げ、自治会員が千代田区九段下にあった住宅公団の本所に乗り込み抗議する事件が起きた。

## 公共交通

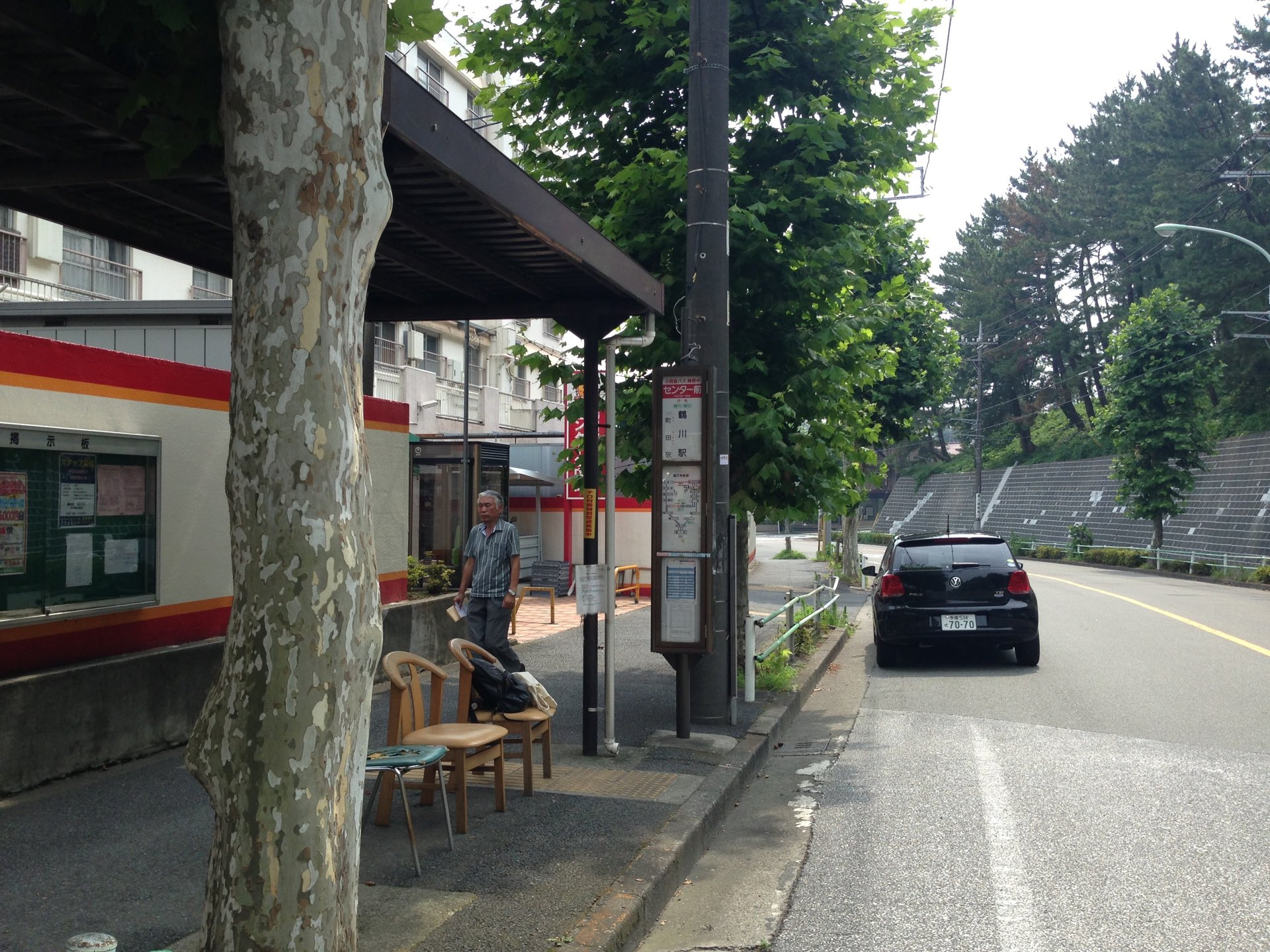
鶴川団地センター商店街に隣接するセンター前停留所

最寄りの鉄道駅は小田急小田原線鶴川駅となる。神奈川中央交通及び小田急バスにより、同駅と鶴川団地を結ぶ次のバス路線が運行されている。
- 鶴11系統
  - 鶴川駅～センター前～鶴川団地（神奈川中央交通・小田急バス共同運行）
- 鶴12系統（土休日1本のみ）
  - 鶴川駅→センター前→鶴川団地→団地南→鶴川二丁目→鶴川駅（小田急バス運行）
- 鶴13系統
  - 鶴川駅～鶴川六丁目～鶴川団地（神奈川中央交通・小田急バス共同運行）
- 町50系統（買物バス）
  - 町田バスセンター～藤の台団地～金井～鶴川駅～センター前～鶴川団地（神奈川中央交通運行）

### バス路線の歴史
これらの路線で最も早く開設されたのは、一般賃貸型の入居開始日である1967年（昭和42年）12月26日に運行を始めた鶴11系統である。当時は神奈川中央交通の単独運行であり、現在と変わらず町田営業所所管路線であった（ただし、当時の町田営業所は町田市森野に立地していた）。小田急バスが参入したのは、普通分譲型の入居がほぼ完了した1969年（昭和44年）のことであり、同時に神奈川中央交通との共同運行及び鶴12系統の運行が開始された。小田急バス町田営業所は開設前であったため、生田営業所の所管であった。その後、町田営業所が1983年（昭和58年）に開設されたことで生田営業所から移管されたが、2022年（令和4年）10月16日に町田営業所の閉鎖に伴って新たに開設された新百合ヶ丘営業所に移管された。
同系統で特筆されることに、神奈川中央交通でははじめて深夜バスの運行を開始したことが挙げられる。1970年（昭和45年）7月26日より、神奈川中央交通により鶴川駅23時10分・23時30分発の2便が設定された。これは、運輸省が深夜時間帯のバス運行についてバス事業者へ検討を呼びかける通達を出す半年前のことで、鶴川団地の各自治会からの要望を踏まえたものであった。しかしながら、運賃は通常の3
倍と高額で、加えて定期券利用不可という条件が反発を招き、「鶴川値上げバス反対の会」による「自主運行バス」の運行へと繋がったこと、その運動の結果、運賃2倍かつ定期券併用可になったことは先述したとおりである。なお、設定当初ならびに現在は神奈川中央交通のみが深夜バスの運行を担っているが、1985年（昭和60年）12月から2020年（令和2年）9月までは小田急バスによる運行便もあった。こちらも小田急バスとしては初めての深夜バスであった。
なお、交通ジャーナリストの鈴木文彦はこの鶴川団地の深夜バスを「日本における深夜バスの始まり」と位置づけたことが、実際には神奈川中央交通が鶴川団地で深夜バスの運行を開始する以前に、1953年に阪急バスが大阪～京都で、首都圏でも1964年に都営バスでそれぞれ深夜バスの運行が行われていた。そのため、1990年代～2010年代にかけて、「日本で初めて深夜バスが運行されたのは神奈川中央交通の鶴川駅～鶴川団地の路線である」という誤解が広まった。
さて、入居開始から遅れること10年、「鶴川団地東地区自治会」の要望に応える形で、1977年（昭和52年）8月から鶴川六丁目を経由する鶴13系統の運行が開始された。当初より共同運行である。単独区間は少なく、あくまで鶴11系統を補完する系統と言える。
残る町50系統（買物バス）は、その名の通り買物客や市役所利用者の便を図ることを目的として、鶴11系統を町田まで延伸したもので、1977年（昭和52年）10月11日に運行が開始された。運行開始以来、長らく町田駅発着であったが、2017年（平成29年）3月より町田バスセンター発着に変更された。

### その他
鶴川団地自治会（賃貸住棟居住者による自治会）が、1970年（昭和45年）5月に都営バスを町田市に誘致する署名を行っているが、実現しなかった。

## 鶴川遺跡群発掘調査
鶴川団地の造成に伴い、1964（昭和39）年に町田市教育委員会が中心となって「鶴川遺跡群発掘調査」が実施されている。
この調査では、石器時代から平安時代までの遺物が発掘されているが、特に多く見つかったものは縄文時代のものであり、なかでも鶴川遺跡群J地点（現在の鶴川二丁目住宅11街区東方）からは、縄文時代中期の住居跡が43軒発見されている。同地点では蛇体文様の深鉢や有孔鍔付土器、土偶や土鈴などが出土しており、縄文の宝庫と言われる多摩丘陵らしい遺跡といえる。
それに対し、弥生時代以降の遺跡は格段に数が少なくなるが、鶴川遺跡群L地点（現在の鶴川二丁目バス停付近）にて弥生時代中期の住居跡が発見されている。稲作に適さない多摩丘陵において、弥生時代住居跡の数少ない出土例である。